# Giulio Zardo
Giulio Zardo est un bobeur canadien, né le 14 juillet 1980 à Montréal.

## Palmarès

### Championnats monde
- : médaillé d'or en bob à 2 aux championnats monde de 2003.
- : médaillé d'argent en bob à 2 aux championnats monde de 2003.